# Marsdenia kaniensis
Marsdenia kaniensis är en oleanderväxtart som beskrevs av Rudolf Schlechter. Marsdenia kaniensis ingår i släktet Marsdenia och familjen oleanderväxter. Inga underarter finns listade i Catalogue of Life.